# Laurent Saint-Cyr

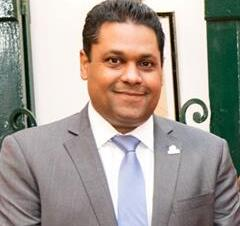
Laurent Saint-Cyr (2018)

Laurent Saint-Cyr ist ein haitianischer Geschäftsmann, der am 7. August 2025 turnusmäßig Leiter (Koordinator) des Übergangsrats von Haiti und damit auf Zeit amtierendes Staatsoberhaupt wurde. Im Übergangsrat ist er Vertreter des Privatsektors der Wirtschaft (Secteur Privé).
Als Geschäftsmann war er in der Versicherungsbranche tätig und Präsisent der Industrie- und Handelskammer von Haiti.

## Wirken
Saint-Cyr ist ein erfolgreicher Geschäftsmann in der Versicherungsbranche Haitis.
Von 2009 bis 2021 war er Direktor für Lebens- und Krankenversicherungen bei der Alternative Insurance Company und wurde Mitglied der Geschäftsführung des Unternehmens.
Er war Präsident der Amerikanischen Handelskammer in Haiti und Präsident der Haitianischen Industrie- und Handelskammer.
Saint-Cyr war von 2023 bis 2024 Mitglied des Hohen Übergangsrats (Haut conseil de la transition), der unter Vorsitz von Mirlande Manigat gegen Ende der Amtszeit von Übergangspräsident und Premierminister Ariel Henry den nationalen Dialog und die Organisation von Wahlen fördern sollte.
Im April 2024 wurde er zum Mitglied des Conseil de Transition ernannt, des Gremiums, das nach Beendigung der Amtszeit von Henry die Geschäfte des Staatsoberhaupts wahrnimmt, Saint-Cyr vertritt dort den privaten Sektor der Wirtschaft.
Am 7. August 2025 trat Saint-Cyr turnusmäßig die Nachfolge von Fritz Jean als Vorsitzender (Koordinator) des Conseil de Transition an. Er wurde in der Villa d'accueil in Port-au-Prince inmitten von Drohungen des Bandenchefs Jimmy Chérizier, die Regierung zu stürzen, vereidigt. Die multinationale Unterstützungsmission für die Sicherheit in Haiti berichtete, dass am Tag der Amtseinführung mehrere Verschwörungen zur „Störung der nationalen Stabilität und zur Unregierbarkeit des Landes“ vereitelt worden seien und während seiner Eidesleistung Schüsse zu hören gewesen seien.
Saint-Cyrs erste Amtshandelung war es am 8. August 2025, den bisherigen Generaldirektor der Police Nationale d’Haïti (PNH), Normil Rameau, zu verabschieden und seinen Nachfolger, Vladimir Paraison, zu vereidigen.